# ویلیام بی. آلیسون
ویلیام بی. آلیسون (به انگلیسی: William Boyd Allison) سناتور سابق عضو حزب جمهوری‌خواه ایالات متحده آمریکا بود. وی در سال ۱۸۷۳ تا ۱۹۰۸ میلادی سناتور ایالت آیووا در سنای ایالات متحده آمریکا بود.